# پرمنگنات نقره
پرمنگنات نقره (به انگلیسی: Silver permanganate) با فرمول شیمیایی AgMnO۴ یک ترکیب شیمیایی با شناسه پاب‌کم ۱۱۴۲۴۶۷۸ است. که جرم مولی آن ۲۲۶٫۸۰۴ g/mol می‌باشد. شکل ظاهری این ترکیب، بلورهای صورتی است.